# Liga de Cambrai
A Liga de Cambrai, ou, na sua forma portuguesa, de Cambraia, surgiu como consequência do Tratado de Cambrai de 10 de Dezembro de  1508. Foi uma coligação militar entre o rei de França Luís XII, o imperador do Sacro Império Romano Germânico Maximiliano e Fernando II de Aragão, contra a cidade de Veneza destinada à conquista de certos territórios. O Papa Júlio II adere à Liga de Cambrai em Março de 1509, integrando os Estados Pontifícios na aliança. Faziam ainda parte a Inglaterra, Hungria, Savoia, Ferrara, Mântua e Florença.
A Liga abriu hostilidades em 1 de Abril de 1509. Os venezianos são derrotados na Batalha de Agnadel, em 14 de Maio desse ano, pelo franceses, graças à audácia de Pierre Terrail de Bayard. Em 1510, inquieto pelos progressos militares de Luís XII, o Papa muda de campo e alia-se a Veneza. Em 4 de Outubro de 1511, forma a Santa Liga contra a França.